# Marzieh
Marzieh (1924 — 13 de outubro de 2010) foi uma cantora iraniana, intérprete de música folclórica persa. Nascida em Teerã, é considerada uma das figuras mais proeminentes da sociedade artística do Irã.  Após a Revolução Islâmica, em 1979, ela não se apresentou mais em seu país, tendo o deixado nos anos 90, devido à repressão política.